# Parafia św. Barbary w Rumianie
Parafia świętej Barbary w Rumianie – parafia rzymskokatolicka znajdująca się w diecezji toruńskiej, w dekanacie Rybno Pomorskie.

## Zasięg parafii
Do parafii należą wierni z miejscowości: Rumian, Dębień (6 km), Groszki (5 km), Gutowo (5 km), Naguszewo (5 km), Rumienica (9 km). 